# مصدر النهر

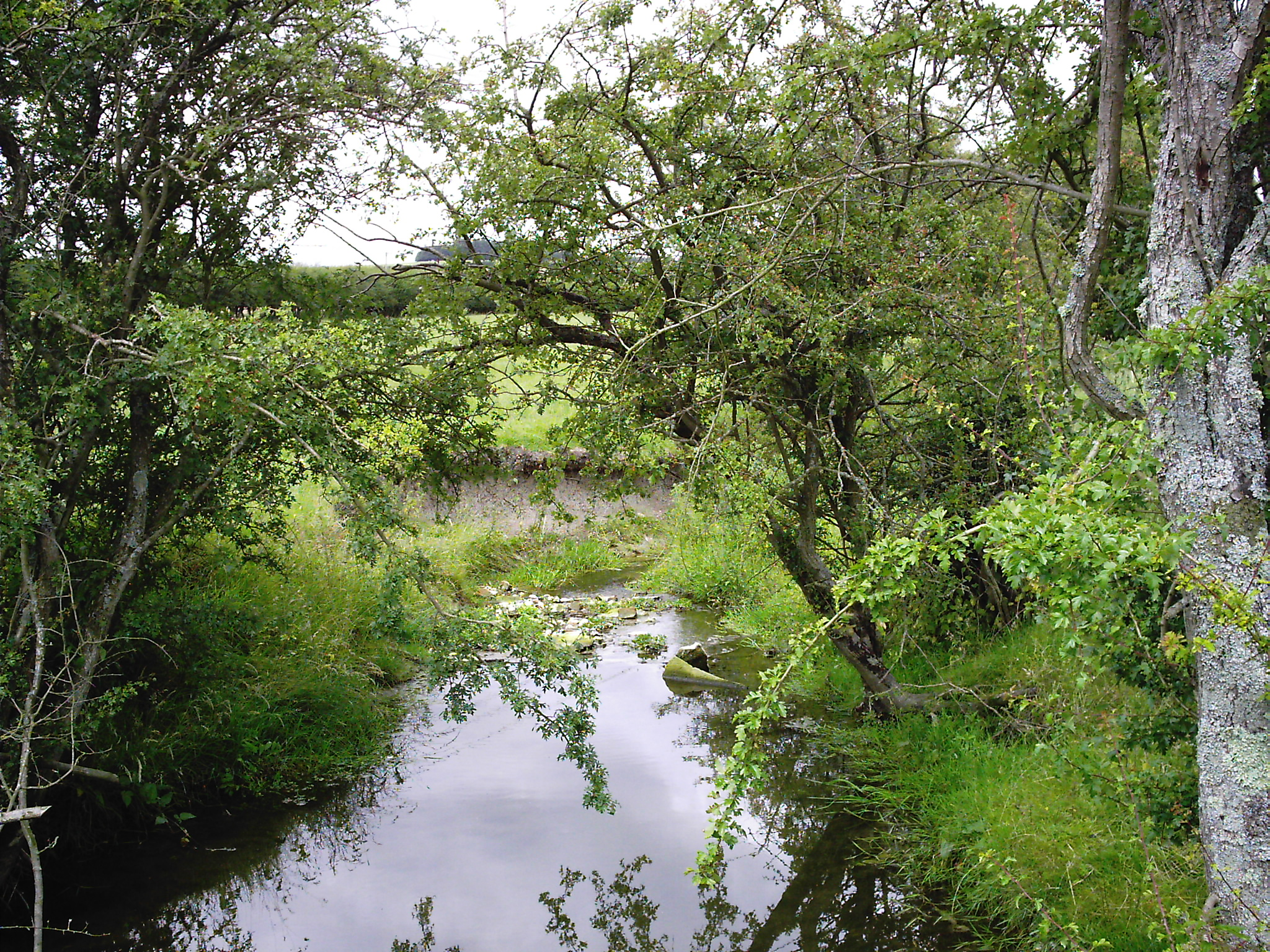
نهر وي بالقرب من مصدره في فرينغدون

المصدر، أو منيع، النهر أو التيار المائي هو أبعد مكان في هذا النهر أو التيار في مصب أو مقرن مع نهر آخر، إذا ما قيست على طول مجرى النهر.

## تعريف

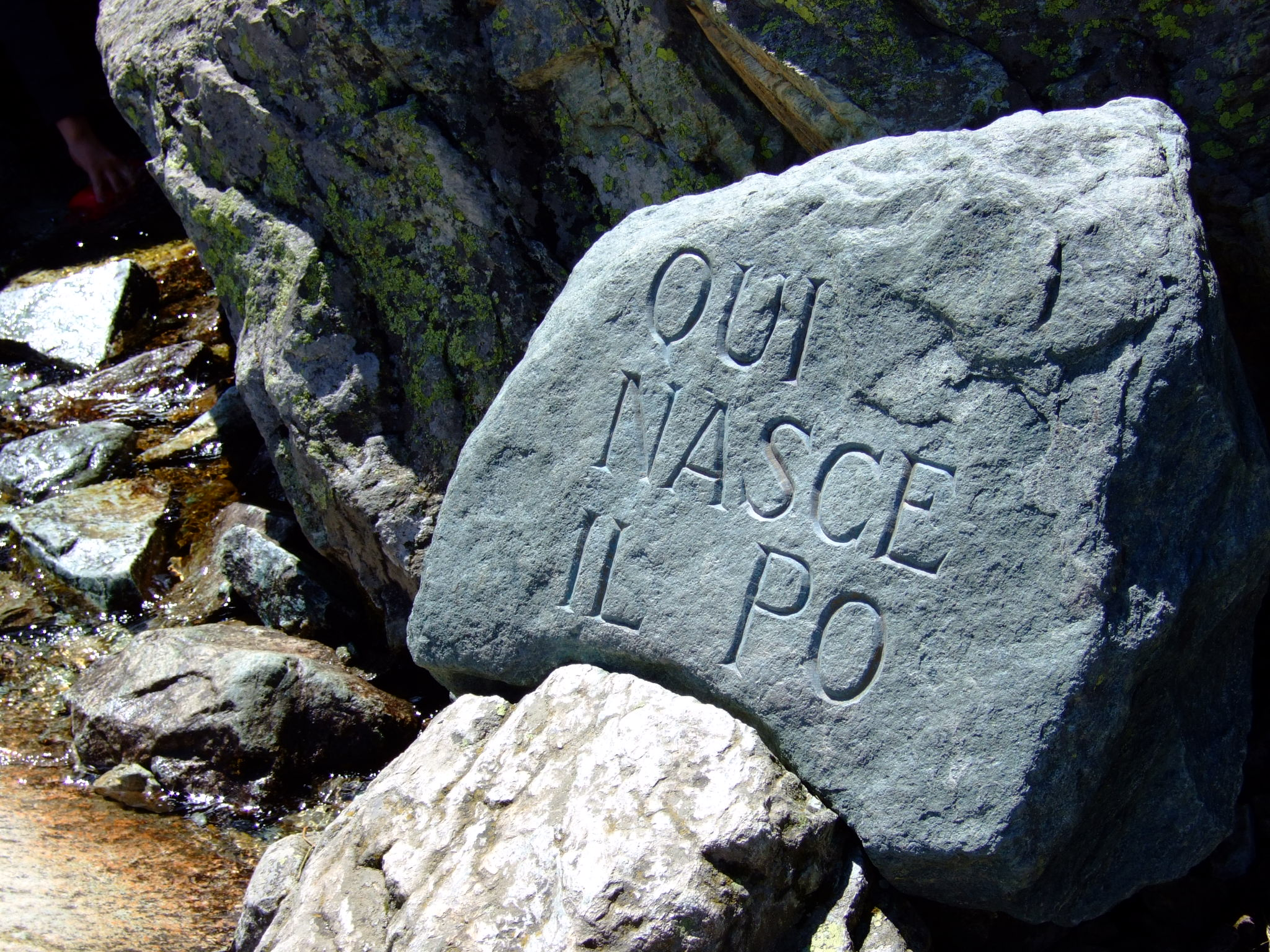
النقش الذي يشير إلى مصدر نهر بو، بالقرب من كريسولو: هنا ولد بو

ينص الماسح الجيولوجي للولايات المتحدة (USGS) على أنه يمكن اعتبار "طول النهر" هو المسافة من الفم إلى المصدر الرئيسي البعيد (بغض النظر عن اسم التيار)، أو من الفم إلى منابع مجرى النهر المعروفة باسم تيار المصدر ". وكمثال على التعريف الثاني أعلاه، تعتبر هيئة المسح الجيولوجي الأمريكية في بعض الأحيان نهر ميسوري كرافد لنهر المسيسيبي. ولكنه يتبع أيضًا التعريف الأول أعلاه (جنبًا إلى جنب مع جميع المنشورات الجغرافية الأخرى تقريبًا) في استخدام الرقم الموحد لميزوري - طول المسيسبي السفلي في قوائم أطوال الأنهار حول العالم. معظم الأنهار لها روافد عديدة وتتغير الأسماء في كثير من الأحيان. من المعتاد اعتبار أطول رافد أو فرع مصدرًا، بغض النظر عن الاسم الذي قد يحمله المجرى المائي على الخرائط المحلية وفي الاستخدام المحلي.

## خصائص المصادر

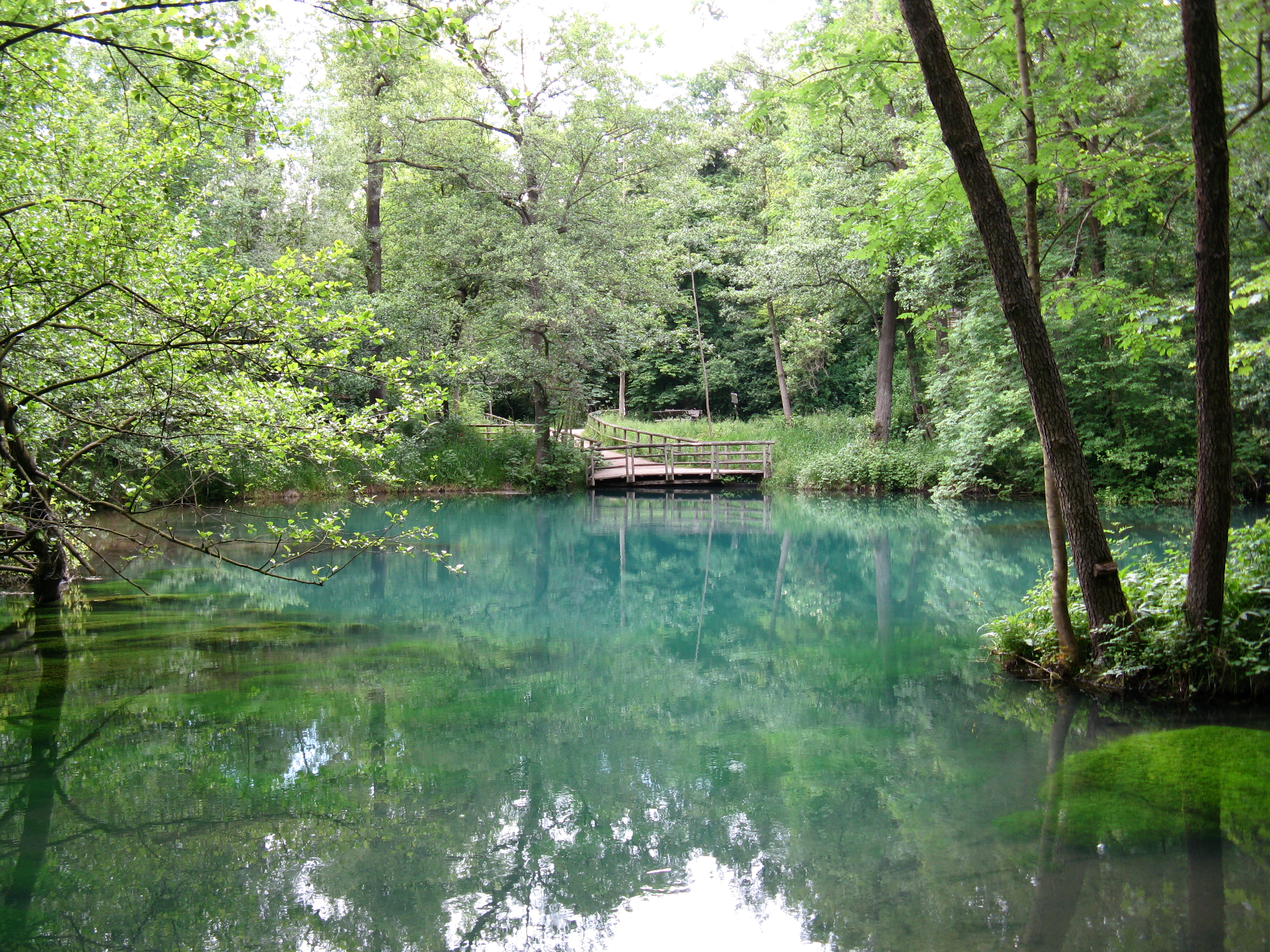
رم الربيع، مصدر نهر الروم

في بعض الأحيان، قد يكون المصدر أكثر الروافد البعيدة في منطقة أكثر هورا، حيث يكون «الجزء العلوي» أو القسم البعيد من الأهوار هو المصدر الحقيقي. على سبيل المثال، مصدر نهر تيز هو المستنقعات.
وغالبًا ما يطلق على المجرى البعيد المجرى العلوي. غالبًا ما تكون مجاري المياه المتدفقة عبارة عن تيارات صغيرة ذات مياه باردة بسبب الظل أو الجليد أو الثلج المذاب مؤخرًا. قد تكون أيضًا منابع جليدية، وهي مياه تتشكل بفعل ذوبان الجليد الجليدي.
مسطحات المياه هي مناطق المنبع في مستجمعات المياه، على عكس تدفق أو تصريف مستجمعات المياه. غالبًا ما يكون مصدر النهر مؤقت أو بالقرب من حافة مستجمعات المياه أو فجوة مستجمعات المياه. على سبيل المثال، مصدر نهر كولورادو هو في خط التقسيم القاري الذي يفصل بين المحيط الأطلسي والمحيط الهادئ مستجمعات المياه من أمريكا الشمالية.

### مثال
يعتبر النهر ميزة جغرافية خطية، ذات فم واحد ومصدر واحد فقط. على سبيل المثال، لاحظ كيف يتم تعريف مصادر نهر المسيسيبي ونهر ميسوري رسمياً:
- "Largest Rivers in the United States". الماسح الجيولوجي الأمريكي. مؤرشف من الأصل في 2019-05-03.
- U.S. Geological Survey Geographic Names Information System: Mississippi River، الطول: 2,340 ميل (3,770 كـم) المصدر: 47°14′22″N 95°12′29″W / 47.23944°N 95.20806°W
- U.S. Geological Survey Geographic Names Information System: Missouri River، الطول: 2,540 ميل (4,090 كـم) المصدر: 45°55′39″N 111°30′29″W / 45.92750°N 111.50806°W

## الاستخدامات ذات الصلة
يمكن استخدام «الارتفاع» الفعل للتعبير عن المنطقة العامة لمصدر النهر، وغالبًا ما يكون مؤهلاً بتعبير ظاهر عن المكان. فمثلا:
- نهر التايمز يرتفع في جلوسيسترشاير.
- يرتفع النيل الأبيض في منطقة البحيرات الكبرى بوسط إفريقيا.

تشير كلمة «المصدر»، عند تطبيقها على البحيرات بدلاً من الأنهار أو الجداول، إلى تدفق البحيرة. 